# Valezan
Valezan ist eine Commune déléguée mit 205 Einwohnern (Stand 1. Januar 2022) in der Gemeinde La Plagne Tarentaise im Département Savoie in der Region Rhône-Alpes. Sie gehörte zum Arrondissement Albertville und zum Kanton Bourg-Saint-Maurice (bis 2015 Aime). 
Mit Wirkung vom 1. Januar 2016 wurden die früheren Gemeinden Bellentre, La Côte-d’Aime, Mâcot-la-Plagne und Valezan zu einer Commune nouvelle mit dem Namen La Plagne Tarentaise in der ebenso neuen Region Auvergne-Rhône-Alpes zusammengelegt.

## Geographie
Valezan liegt etwa 30 Kilometer ostsüdöstlich von Albertville im Tal von Tarentaise an der Isère. 
Durch den Ort führt die Route nationale 90.
| 1954                      | 1962 | 1968 | 1975 | 1982 | 1990 | 1999 | 2006 | 2013 |
| ------------------------- | ---- | ---- | ---- | ---- | ---- | ---- | ---- | ---- |
| 243                       | 230  | 221  | 198  | 160  | 164  | 157  | 168  | 233  |
| Quelle: Cassini und INSEE |      |      |      |      |      |      |      |      |

## Sehenswürdigkeiten
- Kirche Saint-François-de-Sales, 1727 bis 1730 erbaut